# ソボレフ不等式
数学の解析学の分野には、ソボレフ空間のノルムを含むノルムに関して、ソボレフ不等式（ソボレフふとうしき、英: Sobolev inequality）の類が存在する。それらは、ある種のソボレフ空間の間の包含関係を与えるソボレフ埋蔵定理（Sobolev embedding theorem）や、わずかに強い条件の下でいくつかのソボレフ空間は別のものにコンパクトに埋め込まれることを示すレリッヒ＝コンドラショフの定理を証明するために用いられる。セルゲイ・ソボレフの名にちなむ。

## ソボレフ埋蔵定理
Rn 上のすべての実数値函数で、k 階までの弱微分が Lp に含まれるものからなるソボレフ空間を W k,p(Rn) と表す。ここで k は非負の整数で、1 ≤ p < ∞ である。ソボレフ埋蔵定理の第一の部分では、k > ℓ と 1 ≤ p < q < ∞ が (k − ℓ)p < n および
{\displaystyle {\frac {1}{q}}={\frac {1}{p}}-{\frac {k-l}{n}}}
を満たす二つの実数であるなら、
{\displaystyle W^{k,p}(\mathbf {R} ^{n})\subset W^{l,q}(\mathbf {R} ^{n})}
であり、この埋め込みは連続であることが示されている。k = 1 および ℓ = 0 であるような特別な場合では、次が成り立つ:
{\displaystyle W^{1,p}(\mathbf {R} ^{n})\subset L^{p^{*}}(\mathbf {R} ^{n})}
ここで p∗ は、次で与えられる p のソボレフ共役である:
{\displaystyle {\frac {1}{p^{*}}}:={\frac {1}{p}}-{\frac {1}{n}}.}
このようなソボレフ埋蔵定理の特別な場合は、ガリャルド=ニーレンバーグ=ソボレフ不等式（Gagliardo–Nirenberg–Sobolev inequality）の直接的な帰結である。
ソボレフ埋蔵定理の第二の部分は、ヘルダー空間 C r,α(Rn) の埋め込みに対して適用される。すなわち、α ∈ (0, 1) に対して (k − r − α)/n = 1/p であるなら、次の埋め込みが成立する:
{\displaystyle W^{k,p}(\mathbf {R} ^{n})\subset C^{r,\alpha }(\mathbf {R} ^{n}).}
ソボレフ埋蔵定理のこの部分は、モレーの不等式（Morrey's inequality）の直接的な帰結である。直感的に、十分高い階の弱微分の存在は古典的な微分のある種の連続性を意味することを、この包含関係は表している。

### 一般化
ソボレフ埋蔵定理は、他の適切な領域 M 上のソボレフ空間 W k,p(M) に対しても成立する。特に、上述の第一、第二のいずれの部分も成立するための十分条件として、次が挙げられる（Aubin 1982, Chapter 2; Aubin 1976）：
- M はリプシッツ境界を持つ（あるいは境界が錐条件を満たす；Adams 1975, Theorem 5.4）Rn 内の有界開集合；
- M はコンパクトリーマン多様体；
- M はリプシッツ境界を持つコンパクトリーマン多様体；
- M は単射半径 δ > 0 と有界な断面曲率を持つ完備リーマン多様体。

### コンドラショフ埋蔵定理
境界が C1 であるようなコンパクト多様体に関するコンドラショフ埋蔵定理（Kondrachov embedding theorem）では、k > ℓ と k − n/p > ℓ − n/q が成り立つなら、ソボレフの埋め込み
{\displaystyle W^{k,p}(M)\subset W^{l,q}(M)}
は完全連続であることが示されている。

## ガリャルド＝ニーレンバーグ=ソボレフ不等式
u はコンパクトな台を持つ Rn 上の連続的微分可能な実数値函数とする。このとき 1 ≤ p < n に対し、n と p にのみ依存するある定数 C が存在して次の不等式が成り立つ:
{\displaystyle \|u\|_{L^{p^{*}}(\mathbf {R} ^{n})}\leq C\|Du\|_{L^{p}(\mathbf {R} ^{n})}.}
このガリャルド＝ニーレンバーグ＝ソボレフ不等式は、次のソボレフの埋め込みを直接的に意味する:
{\displaystyle W^{1,p}(\mathbf {R} ^{n})\subset L^{p^{*}}(\mathbf {R} ^{n}).}
すると適切に反復することにより、Rn 上の他の位数の埋め込みも得ることが出来る。

## ハーディ＝リトルウッド＝ソボレフの補題
ソボレフ自身によるソボレフ埋蔵定理の本来の証明は、ハーディ＝リトルウッド＝ソボレフの分数冪積分定理として知られる以下の内容に従うものであった。同様の内容は (Aubin 1982, Chapter 2) においてはソボレフの補題としても知られている。証明は (Stein, Chapter V, §1.3) に見られる。
0 < α < n と 1 < p < q < ∞ を定める。Iα = (−Δ)−α/2 を Rn 上のリースポテンシャルとする。このとき、
{\displaystyle q:={\frac {pn}{n-\alpha p}}}
に対して、p にのみ依存する定数 C が存在して、次が成り立つ:
{\displaystyle \left\|I_{\alpha }f\right\|_{q}\leq C\|f\|_{p}.}
p = 1 なら、次の弱い形式の評価が成立する:
{\displaystyle m\left\{x;\ \left|I_{\alpha }f(x)\right|>\lambda \right\}\leq C{\Big (}{\frac {\|f\|_{1}}{\lambda }}{\Big )}^{q}}
ここで 1/q = 1 − α/n である。
ハーディ＝リトルウッド＝ソボレフの補題は、リース変換とリースポテンシャルの間の関係により、本質的にソボレフの埋め込みを意味するものである。

## モレーの不等式
n < p ≤ ∞ とする。このとき、p と n にのみ依存するある定数 C が存在して、すべての u ∈ C1(Rn) ∩ Lp(Rn) に対して次の不等式が成り立つ。
{\displaystyle \|u\|_{C^{0,\gamma }(\mathbf {R} ^{n})}\leq C\|u\|_{W^{1,p}(\mathbf {R} ^{n})}}
ここで
{\displaystyle \gamma :=1-{\frac {n}{p}}}
である。したがって u ∈ W 1,p(Rn) であるなら、測度 0 の集合上で再定義されることもあり得るが、u は指数 γ のヘルダー連続である。
同様の結果は、境界が C1 であるような有界領域 U に対しても成り立つ。この場合、
{\displaystyle \|u\|_{C^{0,\gamma }(U)}\leq C\|u\|_{W^{1,p}(U)}}
となる。ここで定数 C は n, p と U に依存する。この場合の不等式は、W 1,p(U) から W 1,p(Rn) へのノルム保存拡張を行うことで、上述の不等式より従う。

## 一般ソボレフ不等式
U は Rn の有界開部分集合で、その境界は C1 であるとする（U は非有界である場合もあるが、その場合の境界は存在するなら十分に良く振る舞うものである）。u ∈ W k,p(U) を仮定し、次の二つの場合を考える。

### k<n/p
この場合、u ∈ Lq(U) である。但し
{\displaystyle {\frac {1}{q}}:={\frac {1}{p}}-{\frac {k}{n}}}
である。さらに次の評価が成り立つ。
{\displaystyle \|u\|_{L^{q}(U)}\leq C\|u\|_{W^{k,p}(U)}}
この定数 C は k, p, n と U にのみ依存する。

### k>n/p
この場合、u はヘルダー空間に属する。より正確に言うと、
{\displaystyle u\in C^{k-[n/p]-1,\gamma }(U),}
が成り立つ。ここで
{\displaystyle \gamma ={\begin{cases}[n/p]+1-n/p&n/p\notin \mathbf {Z} \\{\text{any element in }}(0,1)&n/p\in \mathbf {Z} \end{cases}}}
である。さらに次の不等式が成り立つ。
{\displaystyle \|u\|_{C^{k-[n/p]-1,\gamma }(U)}\leq C\|u\|_{W^{k,p}(U)}.}
ここで定数 C は k, p, n, γ と U にのみ依存する。

## p=n,k=1{\displaystyle p=n,k=1}の場合
{\displaystyle u\in W^{1,n}(\mathbf {R} ^{n})} なら、u は有界平均振動の函数であり、
{\displaystyle \|u\|_{BMO}\leq C\|Du\|_{L^{n}(\mathbf {R} ^{n})},}
が n にのみ依存するある定数 C に対して成立する。この評価はポアンカレ不等式の系である。

## ナッシュ不等式
John Nash (1958) によって導入されたナッシュ不等式によると、すべての u ∈ L1(Rn) ∩ W 1,2(Rn) に対してある定数 C > 0 が存在し、次が成立する:
{\displaystyle \|u\|_{L^{2}(\mathbf {R} ^{n})}^{1+2/n}\leq C\|u\|_{L^{1}(\mathbf {R} ^{n})}^{2/n}\|Du\|_{L^{2}(\mathbf {R} ^{n})}.}
この不等式は、フーリエ変換の基本的な性質より従う。実際、半径 ρ の球の補集合についての積分に対して、
がパーセバルの定理より従う。一方、
{\displaystyle |{\hat {u}}|\leq \|u\|_{L^{1}}}
が得られるため、これを半径 ρ の球について積分すると
が得られる。ここで ωn は  n 球の体積である。(1) と (2) の和を最小化するように ρ を選び、再びパーセバルの定理を適用することで、
{\displaystyle \|{\hat {u}}\|_{L^{2}}=\|u\|_{L^{2}}}
が得られる。これによりナッシュ不等式が従う。
n = 1 であるような特別な場合、ナッシュ不等式は Lp に対して拡張され、その場合はガリャルド＝ニーレンバーグ＝ソボレフ不等式の特別な場合と見なされる (Brezis 1999)。実際、I が有界区間なら、すべての 1 ≤ r < ∞ と 1 ≤ q ≤ p < ∞ に対して、次の不等式が成り立つ。
{\displaystyle \|u\|_{L^{p}(I)}\leq C\|u\|_{L^{q}(I)}^{1-a}\|u\|_{W^{1,r}(I)}^{a}.}
但し
{\displaystyle a\left({\frac {1}{q}}-{\frac {1}{r}}+1\right)={\frac {1}{q}}-{\frac {1}{p}}}
が成立するものとする。